# ترتزانو روزا
ترتزانو روزا (به ایتالیایی: Trezzano Rosa) یک کومونه در ایتالیا است که در استان میلان واقع شده‌است. ترتزانو روزا ۳٫۵ کیلومتر مربع مساحت و ۳٬۹۹۲ نفر جمعیت دارد و ۱۸۸ متر بالاتر از سطح دریا واقع شده‌است.